# Alexandria (Tennessee)
Alexandria es un pueblo ubicado en el condado de DeKalb en el estado estadounidense de Tennessee. En el Censo de 2010 tenía una población de 966 habitantes y una densidad poblacional de 184,82 personas por km².

## Geografía
Alexandria se encuentra ubicado en las coordenadas 36°4′45″N 86°2′17″O / 36.07917, -86.03806. Según la Oficina del Censo de los Estados Unidos, Alexandria tiene una superficie total de 5.23 km², de la cual 5.23 km² corresponden a tierra firme y (0%) 0 km² es agua.

## Demografía
Según el censo de 2010, había 966 personas residiendo en Alexandria. La densidad de población era de 184,82 hab./km². De los 966 habitantes, Alexandria estaba compuesto por el 93.37% blancos, el 4.14% eran afroamericanos, el 0.41% eran amerindios, el 0.21% eran asiáticos, el 0% eran isleños del Pacífico, el 0.52% eran de otras razas y el 1.35% pertenecían a dos o más razas. Del total de la población el 1.14% eran hispanos o latinos de cualquier raza.